# Cars Toons
Cars Toons: Mater's Tall Tales (no Brasil: Carros Toons: As Grandes Histórias do Mate, em Portugal: Carros Toons: Os Contos de Mate) é uma série animada de curta-metragens da Pixar com os personagens Mate e Relâmpago McQueen do filme Carros. Vai ao ar pelo Disney Channel, Toon Disney, ABC Family, Playhouse Disney, Disney Junior, e Disney XD, e a estreia ocorreu em 27 de outubro de 2008. um dos curtas (Tokyo mate) Foi apresentado nos cinemas, junto com o filme Bolt da Walt Disney e lançada em DVD e Blu-ray em 10 de novembro de 2010.

## Produção
Depois do sucesso de Cars, a produção de Cars Toons: Mater's Tall Tales começou em 2006. Os primeiros nove curtas foram produzidos pela Pixar, enquanto os décimo e décimo primeiro foram produzidos pela sua subsidiária, a Pixar Canada. Tokyo Mater estreou nos cinemas dos EUA em 12 de dezembro de 2008, juntamente com o filme Bolt. O curta é a primeira produção da Disney·Pixar apresentado em Disney Digital 3D. Sulley e Mike de Monstros S.A. fizeram aparições em Tokyo Mater, como as suas formas de carros do final do primeiro filme.

## Episódios  no DVD
- Rescue Squad Mater (Esquadrão de Resgate do Mate) - Mate conta à McQueen sobre a época em que ele trabalhava como um caminhão de bombeiros e resgatou Relâmpago de um edifício em chamas. Depois que ele salva McQueen, a ambulância leva o carro de corrida para o hospital onde o guincho revela que ele também era um médico (com Doutorado, Bacharelado, "o próprio papel higiênico" e até secretária).
- Mater the Greater (Mate, o Grande) - Mate conta que já foi um dublê e estava pintado em um estilo semelhante a de Evel Knievel. Em um estádio, Mate tenta saltar uma longa fila de carros enferrujados, mas em vez disso apenas na ponta das rodas sobre eles. Ele realiza outras acrobacias, como se lançar num canhão e pular numa pequena tina com água, e mais tarde afirma que McQueen não conseguiu saltar sobre o Canyon do Carburador com um foguete.
- El Materdor (El Matedor) - Mate conta sobre o tempo em que ele era um toureiro que lutava um rebanho de bulldozers na Espanha. Quando McQueen entra na história, os bulldozers correm atrás dele devido a sua pintura vermelha.
- Tokyo Mater (Tóquio Mate) - Mate se oferece para rebocar um carro japonês  inspirado num Toyota Century, (chamado Ito-San), mas acaba em Tóquio, no Japão depois de atravessar o Oceano Pacífico. Depois, é desafiado para uma corrida pelo Rei dos drifters, Kabuto (que se assemelha a Boost, um personagem de Carros) na qual o vencedor seria coroado " rei dos Drifters " e o perdedor teria de tirar suas peças extras e voltar a ser um carro comum. Durante a corrida, "Relâmpago Dragão McQueen" aparece para ajudar Mate a se livrar dos ninjas, e Mate vence Kabuto.
- Convidados: Robert Ito como Ito-San e Mach Tony Kobyashi como Kabuto
- UFM- Unindentified Flying Mater (MVNI - Mate Voador Não Identificado) - Mate encontra uma pequeno OVNI chamado Mator e eles têm uma noite de diversão. Mais tarde, quando Mator é capturado pelas forças militares, Mate foge para cima e salva-o, com a ajuda de McQueen e a mãe de Mator.
- Heavy Metal Mater (Mate Metaleiro) - Mate é uma estrela do rock em uma banda de heavy metal . Ele começa em uma garagem como " Mate e Os Tampas de Gasolina" e sobe ao topo com sua canção de sucesso, "Ê, Lasquera " (que tem um estilo de heavy-metal por acidente quando o baterista enlouquece tentando matar uma mosca na bateria durante a gravação de um álbum), uma canção baseada no famoso bordão de Mate. McQueen se junta a ele no palco no meio de um grande concerto e eles se tornam a maior banda de rock da história.
- Monster Truck Mater (Mate Caminhão Monstro) - Mate é um Monster Truck profissional que trabalha lutando contra todos os tipos de caminhões monstros. Estes caminhões incluem o Sorveteiro, o Capitão Colisão, o Rasta Carian, Dr. Casca de Ferida e Zé Torneira. Quando vai lutar com o seu maior adversário, o Monstro do Dr. Frankenwagon, ele troca a vez com seu " parceiro de troca ", Escândalo McQueen (Relâmpago McQueen).
- Moon Mater (Mate Lunático) - Mate é o primeiro caminhão de reboque na lua. Sua missão: resgatar o Impala XIII, rebocando-o e trazendo-o de volta à Terra. McQueen se junta à Mate e eles são aclamados com uma recepção de herói.
- Mater Private Eye (Mate, o Detetive) - Mate é um investigador trabalhando em um caso de pneus falsificados quando Tia vai até sua agência. Ela contrata Mate para encontrar sua irmã, Mia, que foi sequestrada. Mate procura pistas e vai parar em uma cena de crime grave. Tenente Relâmpago McQueen chega a tempo para ajudar a trazer os criminosos à justiça.

## Episódios Inéditos
- Air Mater (Mate Aéreo) - Um serviço de reboque de Mate o leva a Propwash Junction, uma cidade apinhada de avião. Impressionado com todas essas máquinas voadoras, Mate se interessa em aprender a voar quando ele vê a Escola de Voo do Skipper, que tem uma placa que diz que eles poderiam ensinar qualquer um garantidamente. Depois de aprender a voar, ele aprende a voar de ré e impressiona um grupo de aviões de acrobacias conhecidos como os Falcões Gaviões. depois que um deles quebra a sua asa durante a prática para um show de acrobacias, eles pedem a Mate para substituir o avião ferido. Ele aceita e se torna novo membro do grupo. Gavião Relâmpago McQueen, também um avião de acrobacias, ajuda Mate em um ponto quando ele entra em apuros. No final, Mate pergunta para si mesmo que "Eles podiam fazer "um filme só com aviões" , Uma ideia que o assistente de Skipper, Sparky, acha boa.
- Convidados: Stacy Keach como Skipper, Danny Mann como Sparky e Jonathan Adams como Juiz Davis
- Time Travel Mater (Mate, o Viajante do Tempo) -Acidentalmente adquirindo a capacidade de viajar no tempo, Mate viaja de volta a 1909, no meio de um deserto, onde ele encontra Stanley, fundador de Radiator Springs, que trabalhava como um vendedor ambulante de tampas de Radiador. Com a realização, que, se Stanley fosse embora não haveria Radiator Springs, então Mate traz um McQueen do futuro, e Stanley vende-lhe uma tampa de radiador. Mate, em seguida, sugere à Stanley ficar e construir uma cidade onde ele poderia servir carros quebrados, e Stanley aceita. Saltando de alguns anos para a frente, Stanley mostra à McQueen e Mate a cidade em expansão, quando Mate percebe um Modelo T quebrado, que ele percebe que é Lizzie. Lizzie aparentemente se apaixona por Relâmpago, fazendo Mate entrar em pânico novamente sobre o futuro de Radiator Springs. mas na verdade, Lizzie botou o olho em Stanley. Apresentados um ao outro por McQueen, ele e Mate fazem outro salto no tempo, onde eles assistem ao casamento dos dois, antes de voltar para o presente. Lá, Lizzie agradece a McQueen por apresentá-la a Stanley.
- Convidado: John Michael Higgins como Stanley

## Contos de Radiator Springs
- Hiccups (Um Dia de Soluços) - Relâmpago fica com soluços depois de tomar seu café da manhã dos campeões: óleo. Seus amigos dão-lhe conselhos sobre como curar a "irritite", mas nenhuma das ideias funcionam , até que Sally o beija na bochecha... e o soluço para.
- Spinning (O Novo Talento de Guido) - Guido descobre que tem um talento escondido como um girador de placa.
- Bugged (Visitante Indesejado) -A pacífica rotina matinal de Ruivo é interrompida por um pequeno visitante voador.
- The Radiator Springs 500 1/2 (As 500 1/2 de Radiator Springs) - A turma de Radiator Springs celebra o Dia do Fundador, honrando Stanley quando um bando de Baja racers chegam a cidade e desafiam McQueen para uma corrida.

## DVD
No dia 10 de novembro de 2010, a Disney lançou um DVD com os seguintes episódios da série:
- Esquadrão de Resgate do Mate
- Mate, o Grande
- El Matedor
- A Confusão de Mate em Tóquio
- MVNI- Mate Voador Não Identificado
- Mate Metal Pesado
- Mate Caminhão Monstro
- Mate Lunático
- Mate, o Detetive

Sendo que os dois últimos são exclusivos para o DVD.

## Episódios cancelados
Mater Goes to The Car-Nival
Import Mater (Protótipo de Tokyo Mater)
Backwards to the Forwards
Runway Mater
Stunt Mater

## Curiosidades
O programa MacInTalk, usado para fazer a voz original de Auto em WALL·E, é usado também para dublar Mator, o co-protagonista do curta Mate Voador Não Identificado.

Kabuto, de Tokyo Mater faz uma pequena aparição em Carros 2.